# Geelbrauwklauwiervireo
De geelbrauwklauwiervireo (Vireolanius eximius) is een zangvogel uit de familie Vireonidae (vireo's).

## Verspreiding en leefgebied
Deze soort telt 2 ondersoorten:
- V. e. mutabilis: oostelijk Panama en noordwestelijk Colombia.
- V. e. eximius: noordelijk Colombia en noordwestelijk Venezuela.

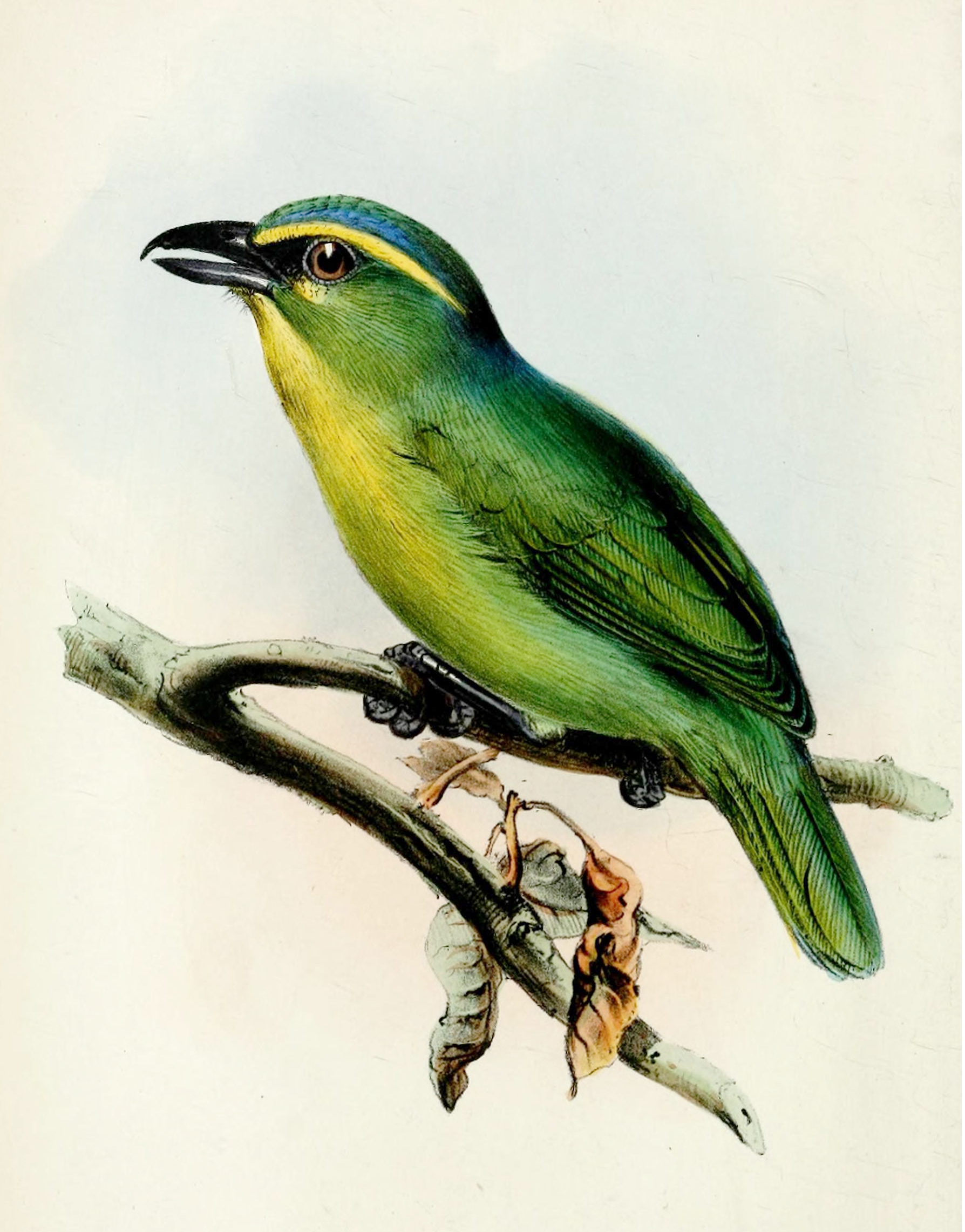